# Lac de Saint-Félix
Le lac de Saint-Félix est un lac dauphinois, situé sur le territoire la commune de Saint-Didier-de-la-Tour, à proximité de l'agglomération de La Tour-du-Pin, dans le département de Isère, en région Auvergne-Rhône-Alpes.

## Présentation géographique

### Situation et Description
Le lac de Saint-Félix, d'une surface légèrement supérieure à 21 hectares, est située dans une zone rurale et partiellement boisée, non loin des habitations et longé par une voie ferrée. Il s'agit d'un lac naturel, privé, alimenté par des sources, dont une souterraine et par le ruissellement des eaux de pluie.

### Accès

#### Voies routières
Le lac se situe entre l'autoroute A43, voie autoroutière qui relie la commune à Lyon et à Chambéry, voie qui passe à moins de deux cent mètres de sa rive nord et la route départementale 1006 (RD 1006) qui correspond à l'ancienne RN 6, voie qui passe à moins de quatre cent mètres de la rive sud.

#### Voies ferrées
La rive nord du lac est bordée par la voie ferrée de la ligne de Lyon-Perrache à Marseille-Saint-Charles (via Grenoble). La gare de La Tour-du-Pin, desservie par des trains TER Auvergne-Rhône-Alpes est la gare la plus proche du lac.

## Géologie

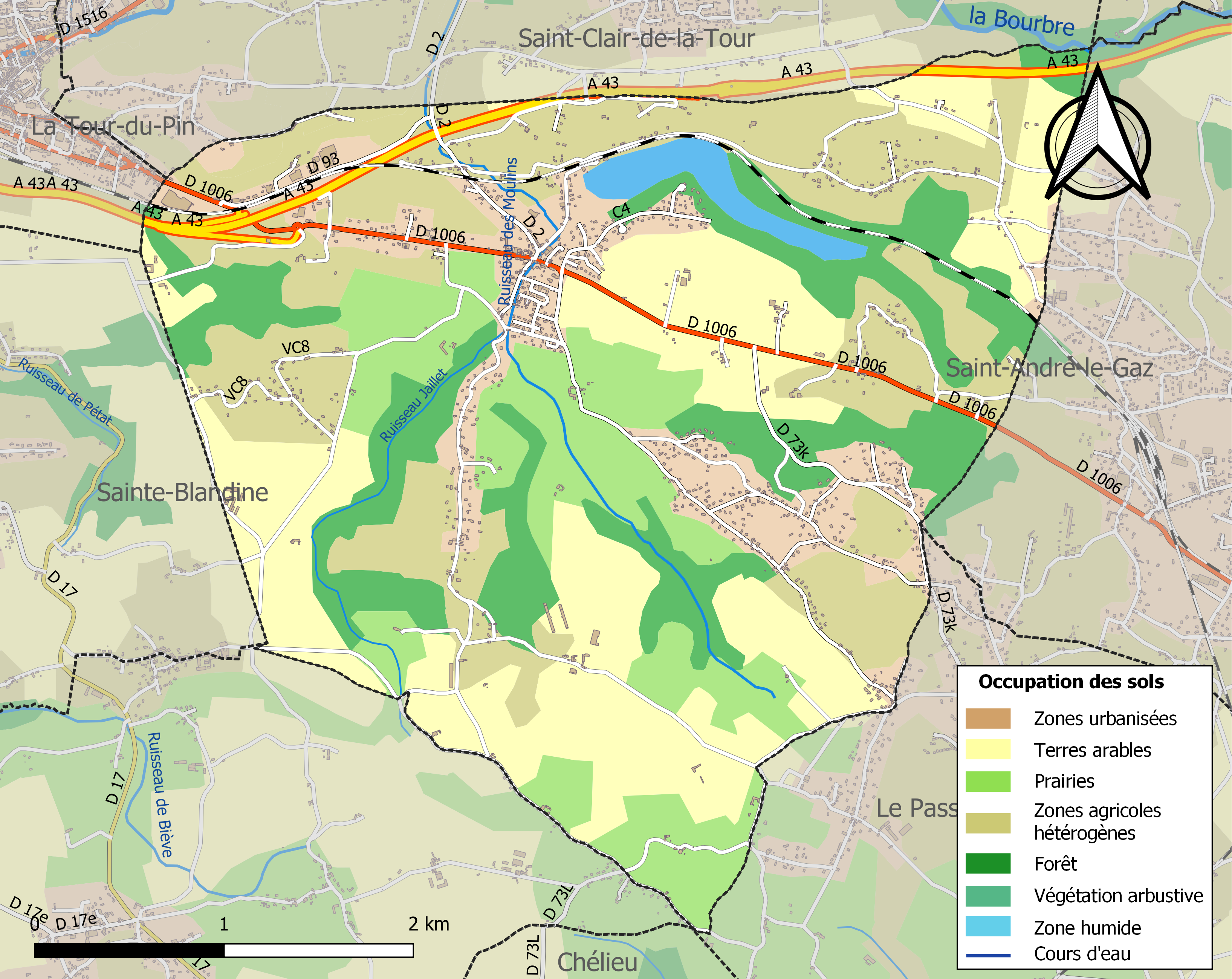
Situation du lac Saint-Félix dans le territoire de Saint-Didier-de-la-Tour.

Les glaciations qui se sont succédé au cours du Quaternaire sont à l'origine du modelé actuel de cette région, les produits antéglaciaires restant profondément enfouis sous les dépôts d'alluvions liés à l'écoulement des eaux lors de la fonte des glaces.

## Histoire
Le plan d'eau se dénommait « lac de Feliz » au XVe siècle, puis au XVIIe siècle, le « lac de Saint-Didier » et enfin au XVIIIe siècle, le « lac SaintFéli », avant de devenir le lac « Saint-Félix » ou de Saint-Félix.

## Écologie et environnement

### Faune et flore lacustre

#### Faune
Au niveau faunistique, la grenouille agile est la seule espèce protégée identifiée sur le site. Toutefois, le plan d’eau, environné par des prairies humides et des espaces forestiers suggère la présence de nombreuses espèces d'oiseaux, d'amphibiens et de reptiles. Une espèce de papillons est également visible dans le secteur du lac, la Grande naïade ou Papillonaire.

#### Flore
Au niveau floristique, il existe deux espèces végétales bénéficiant d’une protection réglementaire régionale dans l'espace lacustre :
- la Ludwigia palustris (Ludwigie des marais)
- la Germandrée des marais